# Das Tagebuch der Ma Yan
Das Tagebuch der Ma Yan (马燕日记) beschreibt die Kämpfe und Hoffnungen eines chinesischen Schulmädchens auf dem Lande im autonomen Gebiet Ningxia (宁夏), wo die Eltern für das Schulgeld ihrer Kinder aufkommen müssen.
Ma Yan erzählt hier über ihre Schulstunden (Chinesisch, Englisch, Musik, Sport) und berichtet über die in den Schulen noch übliche Prügelstrafe. Sie schildert das harte, entbehrungsreiche Leben auf dem Lande im Nordwesten Chinas. Als sie zwölf ist, finden ihre Träume ein Ende: Ihren Eltern, sehr arme Bauern, fehlen die Mittel, sie weiterhin die Schule besuchen zu lassen. In ihrer Verzweiflung schreibt sie in mehreren Heftchen ihren Kummer nieder.
Der französische Journalist Pierre Haski, damals Korrespondent der französischen Tageszeitung „Libération“ in Peking, der sich für eine Reportage in der Region aufhielt, erhielt diese Hefte 2001 von Ma Yans Mutter. Seine Assistentin, He Yanping, sorgte für die Übersetzung. Danach wurden die Notizen unter dem Titel „Le journal de Ma Yan“ in Frankreich veröffentlicht und später in 17 Sprachen übersetzt.

## Enfants du Ningxia
Die daraufhin ins Leben gerufene Hilfsorganisation „Enfants du Ningxia“ (EdN) unterstützt mittlerweile nicht nur Ma Yan, sondern inzwischen mehr als 140 Stipendiaten und ist weiterhin bemüht, über Veranstaltungen Spendengelder für die Stipendiaten in Ningxia zu sammeln. EdN bietet dreimonatige Praktika in Peking an. Ma Yan ist heute Studentin in Paris.